# Sclerurus mexicanus
A Sclerurus mexicanus a madarak (Aves) osztályának verébalakúak (Passeriformes) rendjébe és a fazekasmadár-félék (Furnariidae) családjába tartozó faj.

## Rendszerezése
A fajt Philip Lutley Sclater angol ornitológus írta le 1857-ben. Három alfaját egyes szervezetek önálló fajként sorolják be.

## Alfajai
- Sclerurus mexicanus andinus vagy Sclerurus andinus Chapman, 1914
- Sclerurus mexicanus bahiae Chubb, 1919
- Sclerurus mexicanus macconnelli vagy Sclerurus macconnelli Chubb, 1919
- Sclerurus mexicanus mexicanus P. L. Sclater, 1857
- Sclerurus mexicanus obscurior vagy Sclerurus obscurior Hartert, 1901
- Sclerurus mexicanus peruvianus Chubb, 1919
- Sclerurus mexicanus pullus Bangs, 1902[2]

## Előfordulása
Mexikó, Belize, Costa Rica, Guatemala, Honduras, Nicaragua, Panama, Salvador, Bolívia, Brazília, Ecuador, Francia Guyana,  Guyana, Kolumbia, Peru, Suriname és Venezuela területén honos. A természetes élőhelye szubtrópusi és trópusi síkvidéki és hegyi esőerdők.

## Megjelenése
Átlagos testhossza 17 centiméter, testtömege 24-30 gramm.

## Életmódja
Gerinctelenekkel táplálkozik.

## Külső hivatkozások
- Képek az interneten a fajról
- Internet Bird Collection - videók a fajról
- Oiseaux.net - elterjedési területe